# Ugljan (Preko)
Ugljan je naselje i lučica na otoku Ugljanu, 11 km sjeverozapadno od Preka; 1.316 stanovnika. 
Prostorno je najveće mjesto na otoku Ugljanu sa svojih devet zaselaka na sjeverozapadnom dijelu otoka (Čeprljanda, Lučino Selo Batalaža, Sušica, Gornje Selo, Muline, Guduće, Fortoština, Varoš). U mjestu je više uvala od kojih se po ljepoti ističu uvale Ćinta, Mostir i Luka u Mulinama. 
Gospodarska je osnova poljodjelstvo, vinogradarstvo, maslinarstvo, voćarstvo, ribarstvo i turizam. Na regionalnoj je prometnici koja prolazi uzduž otoka. Manje jahte mogu pristati uz unutrašnju stranu lukobrana; sidrište za veće brodove jugoistočno od lučice. Nasuprot Mulina nalazi se i otok Rivanj s kojim je stanovništvo Ugljana povezano rodbinskim vezama.

## Povijest
Ugljan je nastanjen od mlađeg kamenog doba što dokazuju pronađena kamena strugala stara oko 3000 godina. Prvi pisani spomen o imenu otoka zapisao je Plinije koji kaže da se nasuprot Zadra nalazi otok LISSA. Prvi po imenu poznati narod koji je obitavao u Ugljanu su ilirsko pleme Liburni koji su u 4. stoljeću prije Krista sagradili naselje na brdu Čelinjak i utvrdili ga. Zidine i ostaci nekoliko pravokutnih liburnskih kuća sačuvani su do danas.
Rimljani osvajaju Ugljan sredinom 1. st.pr. Krista. Dobiva ime po imenu jednog od kolonista Gellia kojem je rimski osvajač liburnske zemlje dodijelio na otoku imanje GELLIANUM POSUM. Ugljansku zemlju vlast rimske kolonije Zadar priključuje gradskom zemljištu, parcelira ga u kvadrate 714 x 714 m i dodjeljuje svojim građanima na uživanje ili pak vlasništvo. Kolonisti na novim ugljanskim imanjima grade gospodarsko stambene zgrade VILLAE RUSTICAE čijih je ostataka do naših dana sačuvano desetak.
U ranom srednjem vijeku Hrvati polako naseljavaju Ugljan o čemu svjedoče ostaci kamenih pleternih ukrasa i niz toponima po mjestu, najviše 44 posvjedočenja glagoljaša i glagoljska pisana ostavština. Većina zemlje je i dalje u vlasništvu komune Zadar koji ga dodjeljuje na korištenje ili pak vlasništvo najpoznatijim zadarskim plemićkim obiteljima koje u 16. i 17. stoljeću grade svoje stambeno gospodarske zgrade i dvorce. Godine 1905. Ugljanci postaju vlasnici zemlje koju su dotad obrađivali za veleposjednika Medovića. Krajem 19. st. prvi stanovnici napuštaju mjesto te odlaze u prekooceanske zemlje.

## Stanovništvo
| broj stanovnika | 700   | 830   | 927   | 1012  | 1154  | 1322  | 1643  | 1226  | 1288  | 1184  | 1473  | 1617  | 1136  | 1070  | 1316  | 1278  | 1024  |
|                 | 1857. | 1869. | 1880. | 1890. | 1900. | 1910. | 1921. | 1931. | 1948. | 1953. | 1961. | 1971. | 1981. | 1991. | 2001. | 2011. | 2021. |

## Znamenitosti
Spomenici iz doba rane antike sačuvani su u Mulinama: villa Rustica, kasno antički mauzolej, ostaci starokršćanske bazilike te monumentalni gospodarski objekt iz 1. st. za preradu ulja u uvali Muline koji svjedoče o ranom boravku čovjeka na ovom prostoru. 
Na rtu, koji sa sjeverne strane zatvara luku i na samoj pješčanoj plaži Mostir, nalazi se stari franjevački samostan Sv. Jeronima iz 1430. godine s jednobrodnom gotičkom crkvom iz 1447. U klaustru su uzidani zanimljivi romanički kapiteli. 
Starokršćanska bazilika sagrađena je u 5. stoljeću kao trobrodna rustična bazilika s polukružnom apsidom. Kasnije su sa strane dodane cele (male prostorije), a pri kraju 5. st. uz jednu celu dodana je okrugla poligonalna (peterostrana) apsida. Debela vodonepropusna žbuka ukazuje da je služila kao baptisterij (krstionica). Prema povijesnim podacima u njoj se vršila služba do sredine 18. st. kada je posvećena Sv. Ivanu po čemu cijeli lokalitet nosi ime Stivon.
Crkva Sv. Kuzme i Damjana sagrađena je u 11. ili 12. st. u kasnoj predromanici. Prema legendi sagradio ju je kao zavjetnu crkvu trgovac Torricella, koji se spasio u brodolomu i doplivao na to mjesto.
Crkva Sv. Hipolita nalazi se u zaseoku Varoš u središtu mjesta Ugljan. Sagrađena je u 11. ili 13. stoljeću, a kasnije preuređena u gotičkom stilu. U dokumentima prvi put se spominje 1374. godine. Unutrašnjost je krasi kasnobarokni oltar.
Crkva Uznesenja Blažene Djevice Marije nalazi se u centru mjesta na brežuljku tako da zvonik čini prepoznatljivu sliku mjesta. U povijesnim dokumentima prvi put se spominje 1401. godine. Oltar krasi barokna slika "Uznesenje" iz 18. stoljeća.
U selu je više ljetnikovaca zadarskih plemićkih obitelji među kojima se posebice izdvaja dvorac Califfi. Slijede dvorci obitelji Lipeus u Batalaži, obitelji Damijan Vrgada, obitelji Bartolozzi, kasnije Medović u Lučinom Selu, zatim dvorac obitelji Ponte - danas vlasništvo obitelji Stipanić, dvorac obitelji Stocco, kaštel u Čeprljandi koji je promijenio nekoliko vlasnika te dvorac obitelji Benja kasnije prodan obitelji Ferra u Ćinti.
Uz uvalu Batalaža otkriveni su ostaci rimske vile. Jugoistočno od sela, na uzvisini Kuranj, ostaci su pretpovijesne gradine. 

## Vanjske poveznice
- Turistička zajednica Ugljan
- Turistička zajednica Općine Preko
- Ugljanski portal

|  | Portal Hrvatske – Pristup člancima s tematikom o Hrvatskoj. |